# Gare du Teich
Gare du Teich vasútállomás Franciaországban, Le Teich településen.

## Vasútvonalak
Az állomást az alábbi vasútvonalak érintik:
- Lamothe–Arcachon-vasútvonal

## Kapcsolódó állomások
A vasútállomáshoz az alábbi állomások vannak a legközelebb:
- Gare de Facture-Biganos (Gare de Libourne, F41)
- Gare de Gujan-Mestras (Gare d’Arcachon, F41)